# Adolf-Grimme-Preis 1969
Der 6. Adolf-Grimme-Preis wurde 1969 verliehen. Die Preisverleihung fand am 7. März 1969 im Rathaus der Stadt Marl statt.

## Preisträger

### Adolf-Grimme-Preis mit Gold
- Marlene Linke (für Buch und Regie zu Abtreibung in Deutschland, ZDF)
- Helmut Grünewald (Regie) und Ernst Klinnert (Autor) (für die Sendung Bauplan des Lebens: Eine Einführung in die Biochemie, WDR)
- Rolf Hädrich (für Buch und Regie zu Mord in Frankfurt, WDR)

### Adolf-Grimme-Preis mit Silber
- Gerd Ruge (für das Buch zu Amerika am 6. Juni, WDR)
- Christhart Burgmann (für die Gestaltung von Das Porträt, WDR)
- Harald Hohenacker, Enzio von Cramon, Erika Jobst und Theo Huster (für Gestaltung und Regie von Welt unserer Kinder, BR),
- Peter Kassovitz (für die Regie zu Cascadeure – Stürze, Sprünge, Prügeleien, NDR)
- Jean-Christophe Averty (für die Regie zu Pop und Musik, ZDF)

### Adolf-Grimme-Preis mit Bronze
- Walter Flemmer und Horst G. Weise (für Idee und Gestaltung von News of the week, BR)
- Wolfgang Schröder (für die Gestaltung von Bilanz – Informationen und Meinungen aus dem Wirtschaftsleben, ZDF)

### Besondere Ehrung
- Dieter Gütt (für sein demokratisches Engagement und seine Unbeirrbarkeit, mit der er politisch kommentiert)

### Lobende Erwähnung
- Hans Dieter Schwarze (für die Regie zu Schichtwechsel, HR)
- Rainer Wolffhardt (für die Regie zu Berliner Antigone, ZDF)
- ZDF (für die Sendung Und Muhammed Ali ist sein Prophet – Das neue Leben des Boxers Cassius Clay)

### Preis der Presse-Jury
- Helmut Greulich (für Buch und Regie zu Zerschlagene Zukunft – Kindesmisshandlung in Deutschland, ZDF)

### Ehrende Anerkennung der Pressejury
- Ralph Giordano (für die Regie von Hunger – Herausforderung auf Leben und Tod, WDR)

### Sonderpreis der Landesregierung Nordrhein-Westfalen
- Georg Stefan Troller (für Buch und Regie zu Wolf ohne Halsband – Bilder aus dem Leben des Paul Gauguin, WDR)

### Publikumspreis der Marler Gruppe
- Rainer Wolffhardt (für die Regie zu Berliner Antigone, ZDF)
- Georg Stefan Troller (für Buch und Regie zu Wolf ohne Halsband – Bilder aus dem Leben des Paul Gauguin, WDR)[2]